# Kuruma Samezō
Kuruma Samezō  (jap. 久留間 鮫造; * 24. September 1893 in der Präfektur Okayama; † 20. Oktober 1982) war ein japanischer marxistischer Ökonom. Sein Hauptwerk ist das Marx-Lexikon zur politischen Ökonomie, das auch international große Beachtung fand.

## Leben und Werk
Kuruma studierte von 1914 bis 1918 an der Universität Tokio und wurde 1919 Mitarbeiter des Ōhara-Instituts für Sozialforschung an der Hōsei-Universität (法政大学大原社会問題研究所, Hōsei daigaku Ōhara shakai mondai kenkyūjo), an dem er bis zu seinem Tode tätig war (Direktor von 1949 bis 1966).
Von 1920 bis 1922  weilte Kuruma in Großbritannien und Deutschland, wo er seine Studien fortsetzte. Nach dem Zweiten Weltkrieg nahm er eine Gastprofessur an verschiedenen japanischen Universitäten wahr. Ende der 1920er Jahre beschäftigte sich Kuruma mit dem Aufbau des Marxschen Kapitals und zog daraus methodische Schlussfolgerungen für die Erklärung der kapitalistischen Wirtschaftskrisen. Er interpretierte  die  Marxsche Kritik der politischen Ökonomie als eine Krisentheorie und versuchte sie in folgende Bereiche aufzugliedern: Kapital im Allgemeinen, Konkurrenz, Arbeitslohn, Rente, Staat und die Weltkrise.
Zusammen mit anderen Wissenschaftlern (u. a. Ōtani Teinosuke) gab Kuruma das Marx-Lexikon heraus, in dem jeweils zu einem bestimmten Themenkomplex die jeweiligen wichtigen Marxschen Textstellen zusammengetragen sind. Daneben ist Kuruma vor allem als Kritiker der in Japan bekannten „Uno-Theorie“  von  Uno Kōzō hervorgetreten, der er einen undialektischen Charakter bescheinigte.

## Schriften
- als Hrsg.: Marx-Lexikon zur politischen Ökonomie (マルクス経済学レキシコン), 5 Bde., Vaduz 1977 (1968–76)
- Die Geldtheorie, Tokio 1979
- Marx’s Theory of the Genesis of Money: How, Why and Through What is a Commodity Money?, Denver 2008. ISBN 978-1-4327-3052-9